# Стара Лесна
Стара Лесна (словац. Stará Lesná) — село в Словаччині, Кежмарському окрузі Пряшівського краю. Розташоване на півночі східної Словаччини на південно—східному підніжжі Високих Татр в долині Студеного потока.
В селі є римо-католицький костел свв. Петра і Павла з 1711 року.

## Історія
Вперше село згадується у 1294 році.

## Населення
| Рік:            | 1993 | 2003     | 2013    | 2023   |
| --------------- | ---- | -------- | ------- | ------ |
| Кількість осіб: | 740  | 916      | 1000    | 986    |
| Різниця:        |      | +23,78 % | +9,17 % | -1,4 % |

| Рік:            | 2022 | 2023    |
| --------------- | ---- | ------- |
| Кількість осіб: | 977  | 986     |
| Різниця:        |      | +0,92 % |

В селі проживає 994 осіб.
Національний склад населення (за даними останнього перепису населення — 2001 року):
- словаки — 84,21 %
- цигани — 13,89 %
- чехи — 0,78 %
- угорці — 0,22 %
- поляки — 0,11 %
- русини — 0,11 %

Склад населення за приналежністю до релігії станом на 2001 рік:
- римо-католики — 78,95 %,
- протестанти — 5,60 %,
- греко-католики — 1,46 %,
- православні — 0,67 %,
- не вважають себе віруючими або не належать до жодної вищезгаданої церкви — 12,65 %